# Yarrella argenteola
Yarrella argenteola és una espècie de peix pertanyent a la família Phosichthyidae.

## Hàbitat
És un peix marí i batipelàgic que viu entre 384 i 523 m de fondària.

## Distribució geogràfica
Es troba al Pacífic oriental central: el golf de Panamà.

## Observacions
És inofensiu per als humans.